# Craig Schira
Craig Schira (* 21. April 1988 in Spiritwood, Saskatchewan) ist ein ehemaliger kanadischer Eishockeyspieler, der im Verlauf seiner aktiven Karriere zwischen 2003 und 2024 unter anderem weit über 300 Spiele für Luleå HF, Rögle BK, HV71 und Linköping HC in der Svenska Hockeyligan (AHL) auf der Position des Verteidigers bestritten hat. Darüber hinaus absolvierte Schira weiter 215 Partien für die Binghamton Senators in der American Hockey League (AHL), mit denen er im Jahr 2011 den Calder Cup gewann, und verbrachte eine Spielzeit bei den Adler Mannheim in der Deutschen Eishockey Liga (DEL).

## Karriere
Schira war zunächst von 2003 bis 2007 für die Regina Pats aus der kanadischen Juniorenliga Western Hockey League (WHL) aktiv. Im September 2007 transferierten ihn die Regina Pats gemeinsam mit Mike Reich im Austausch für Tim Kraus und Juraj Valach zu den Vancouver Giants. Bei den Giants entwickelte sich Schira insbesondere in der Offensive positiv und füllte seine Rolle als Zweiwege-Verteidiger aus. In seiner letzten WHL-Spielzeit 2008/09 erzielte er in 71 Partien der regulären Saison 16 Tore und gab 43 Assists. In den Playoffs unterlag der Kanadier mit dem Team im Conference-Finale dem späteren Meister Kelowna Rockets in sechs Spielen. 
Der ungedraftete Akteur unterzeichnete im März 2009 einen dreijährigen Einstiegsvertrag bei den Ottawa Senators aus der National Hockey League (NHL). In der folgenden AHL-Saison 2009/10 debütierte er für deren Farmteam, die Binghamton Senators, in der American Hockey League (AHL). In der Saison 2010/11 gewann er mit Binghamton den Calder Cup. Bis Vertragsablauf zum Saisonende 2011/12 war der Rechtsschütze durchgehend als Stammkraft aktiv und wurde anschließend im Juni 2012 von Frisk Asker aus der norwegischen GET-ligaen verpflichtet. Zwischen 2013 und 2015 stand Schira für Hämeenlinnan Pallokerho in der finnischen Liiga auf dem Eis, bevor er im März 2015 zum schwedischen Klub Luleå HF in die Svenska Hockeyligan (SHL) wechselte.
Zwischen April 2017 und Dezember 2020 spielte Schira dann beim Rögle BK und war dort Mannschafts- und Assistenzkapitän. Anschließend wurde er zunächst für vier Spiele an den HV71 ausgeliehen, ehe er zu Neujahr 2021 zu den Adler Mannheim in die Deutsche Eishockey Liga (DEL) wechselte. Für die Adler kam er in 31 Spielen auf vier Scorerpunkte und kehrte nach dem Ausscheiden aus den Playoffs in die schwedische Liga zurück, als er vom Linköping HC verpflichtet wurde. Nachdem er dort zwei Spielzeiten verbracht hatte, wechselte der Defensivspieler im Sommer 2023 zu den Graz 99ers in die ICE Hockey League. Im Sommer 2024 beendete der 36-Jährige schließlich seine aktive Karriere.

### International
Für die Auswahl Canada Western stand Schira bei der World U-17 Hockey Challenge 2005 auf dem Eis und gewann mit der Mannschaft als Turniersieger die Goldmedaille. Außerdem vertrat er sein Heimatland ein Jahr später bei der U18-Junioren-Weltmeisterschaft 2006, bei der die kanadische Auswahl einen Medaillengewinn verpasste.

## Erfolge und Auszeichnungen
- 2005 Goldmedaille bei der World U-17 Hockey Challenge
- 2011 Calder-Cup-Gewinn mit den Binghamton Senators
- 2013 GET-ligaen All-Star Team

## Karrierestatistik

### International
Vertrat Kanada bei:
- World U-17 Hockey Challenge 2005
- U18-Junioren-Weltmeisterschaft 2006

(Legende zur Spielerstatistik: Sp oder GP = absolvierte Spiele; T oder G = erzielte Tore; V oder A = erzielte Assists; Pkt oder Pts = erzielte Scorerpunkte; SM oder PIM = erhaltene Strafminuten; +/− = Plus/Minus-Bilanz; PP = erzielte Überzahltore; SH = erzielte Unterzahltore; GW = erzielte Siegtore; 1 Play-downs/Relegation; Kursiv: Statistik nicht vollständig)